# 2015–2016-os moldáv labdarúgó-bajnokság (első osztály)
A 2015–2016-os Divizia Națională a moldáv labdarúgó-bajnokság legmagasabb szintű versenyének 20. alkalommal megrendezett bajnoki éve volt. A pontvadászat 16 csapat részvételével 2010. július 24-én kezdődött és 2011. május 22-én ért véget.
A bajnokságot fennállása során első alkalommal a Dacia Chișinău nyerte, és megszakította a végül bajnoki ezüstérmesként záró Sheriff Tiraspol egyeduralmát, amely sorozatban 10 bajnoki címet követően szorult a dobogó második fokára. A bronzérmet a Milsami Orhei együttese szerezte meg. Az élvonaltól a Dinamo Bender, és az élvonalbeli licenctől megfosztott CF Găgăuzia búcsúzott.
A gólkirályi címet a bronzérmes Milsami Orhei csatára, Gheorghe Boghiu szerezte meg 26 góllal, míg az Év Játékosá-nak járó díjat a bajnokcsapat grúz játékosa, Levan Korgalidze vehette át.

## A bajnokság rendszere
A pontvadászat őszi-tavaszi lebonyolításban 14 csapat részvételével zajlott, és két fő körből állt. Az első körben minden csapat minden csapattal oda-visszavágós, körmérkőzéses rendszerben játszott egymással, egyszer pályaválasztóként, egyszer pedig vendégként. A 26. forduló utáni bajnoki sorrendnek megfelelően újabb körmérkőzéseket írtak ki, majd az új sorsolás szerint minden csapat minden csapattal még egyszer – pályaválasztóként vagy vendégként – mérkőzött meg.
A pontvadászat végső sorrendjét a 39 bajnoki forduló mérkőzéseinek eredményei határozták meg a szerzett összpontszám alapján kialakított rangsor szerint. A mérkőzések győztes csapatai 3 pontot, döntetlen esetén mindkét csapat 1-1 pontot kapott. Vereség esetén nem járt pont. A bajnokság első helyezett csapata a legtöbb összpontszámot szerzett egyesület, míg az utolsó helyezett csapat a legkevesebb összpontszámot szerzett egyesület volt.
Azonos összpontszám esetén a bajnoki sorrendet az alábbi szempontok alapján határozták meg:
1. az egymás ellen játszott bajnoki mérkőzések pontkülönbsége
2. az egymás ellen játszott bajnoki mérkőzések gólkülönbsége
3. az egymás ellen játszott bajnoki mérkőzéseken szerzett gólok száma
4. az egymás ellen játszott bajnoki mérkőzéseken „idegenben” szerzett gólok száma
5. a bajnoki mérkőzések gólkülönbsége
6. a bajnoki mérkőzéseken szerzett gólok száma
7. a bajnokságban elért győzelmek száma
8. sportszerűségi ranglista

A bajnokság győztese lett a 2010–11-es moldáv bajnok, míg az utolsó helyezett csapat kiesett a másodosztályba. Mivel a CF Găgăuzia nem kapott élvonalbeli licencet, a másodosztályba sorolták.

## Változások a 2015–2016-os szezonhoz képest
Feljutott a másodosztályból
- Petrocub Sărata-Galbenă, a másodosztály bajnoka
- Speranța Nisporeni, a másodosztály ezüstérmese

## Részt vevő csapatok
| Csapat                  | Székhely       | Stadion                      | 2014–15     |
| ----------------------- | -------------- | ---------------------------- | ----------- |
| Academia UTM            | Chișinău       | Dinamo Stadion               | 7.          |
| Petrocub Sărata-Galbenă | Sărata-Galbenă | Stadionul Orășenesc Hîncești | 1. (II. o.) |
| Dacia Chișinău          | Chișinău       | Stadionul Moldova (Speia)    | 2.          |
| Dinamo-Auto             | Tiraspol       | Stadionul Dinamo-Auto        | 8.          |
| Milsami Orhei           | Orhei          | CSR Orhei                    | 1.          |
| Zaria Bălți             | Bălți          | Olimpia Bălți Stadion        | 9.          |
| Saxan                   | Ceadîr-Lunga   | Stadionul Ceadîr-Lunga       | 5.          |
| Sheriff Tiraspol        | Tiraspol       | Sheriff Stadion              | 3.          |
| Speranța Nisporeni      | Nisporeni      | Stadionul Orășenesc          | 2. (II. o.) |
| Zimbru Chișinău         | Chișinău       | Zimbru Stadion               | 6.          |

## Végeredmény
| #   | Csapat                  | M  | GY | D | V  | G+ – G– | GK  | P  | Megjegyzések                                   |
| --- | ----------------------- | -- | -- | - | -- | ------- | --- | -- | ---------------------------------------------- |
| 1.  | Sheriff Tiraspol        | 27 | 20 | 5 | 2  | 50–11   | +39 | 65 | 2016–2017-es Bajnokok Ligája – 2. selejtezőkör |
| 2.  | Dacia Chișinău          | 27 | 20 | 5 | 2  | 44–12   | +32 | 65 | 2016–2017-es Európa-liga – 1. selejtezőkör     |
| 3.  | Zimbru Chișinău         | 27 | 15 | 4 | 8  | 42–26   | +16 | 49 | 2016–2017-es Európa-liga – 1. selejtezőkör     |
| 4.  | Zaria Bălți             | 27 | 12 | 6 | 9  | 36–29   | +7  | 42 | 2016–2017-es Európa-liga – 1. selejtezőkör     |
| 5.  | Dinamo-Auto             | 27 | 12 | 5 | 10 | 33–34   | −1  | 41 |                                                |
| 6.  | Milsami Orhei           | 27 | 10 | 6 | 11 | 33–23   | +10 | 36 |                                                |
| 7.  | Speranța Nisporeni      | 27 | 8  | 7 | 12 | 24–36   | −12 | 31 |                                                |
| 8.  | Petrocub Sărata-Galbenă | 27 | 6  | 3 | 18 | 21–53   | −32 | 21 |                                                |
| 9.  | Academia UTM            | 27 | 5  | 6 | 16 | 18–42   | −24 | 21 | Divizia „A”                                    |
| 10. | Saxan                   | 27 | 1  | 5 | 21 | 10–45   | −35 | 8  | Divizia „A”                                    |

Forrás: Moldáv Labdarúgó-szövetség (románul) 
A rangsorolás alapszabályai: 1. pontszám, 2. az egymás elleni mérkőzések pontkülönbsége, 3. az egymás elleni mérkőzések gólkülönbsége, 4. az egymás elleni mérkőzéseken szerzett gólok száma; 5. az egymás elleni mérkőzéseken „idegenben” szerzett gólok száma, 6. gólkülönbsége, 7. szerzett gólok száma, 8. moldáv sportszerűségi ranglista.
(B): Bajnokcsapat, (K): Kieső csapat, (F): Feljutó csapat, (I): Kupainduló, (R): A rájátszás győztese, (KGY): Kupagyőztes

## Eredmények

### 1–18. forduló eredményei
| Hazai \ Vendég1         | ACA | PET | DAC | DAT | MIL | BAL | SAX | SHE | SPE | ZIM |
| Academia Chișinău       |     |     |     |     |     |     |     |     |     |     |
| Petrocub Sărata-Galbenă |     |     |     |     |     |     |     |     |     |     |
| FC Dacia Chișinău       |     |     |     |     |     |     |     |     |     |     |
| Dinamo-Auto Tiraspol    |     |     |     |     |     |     |     |     |     |     |
| FC Milsami Orhei        |     |     |     |     |     |     |     |     |     |     |
| FC Zaria Bălți          |     |     |     |     |     |     |     |     |     |     |
| Saxan Gagauz Yeri       |     |     |     |     |     |     |     |     |     |     |
| FC Sheriff Tiraspol     |     |     |     |     |     |     |     |     |     |     |
| Speranța Nisporeni      |     |     |     |     |     |     |     |     |     |     |
| FC Zimbru Chișinău      |     |     |     |     |     |     |     |     |     |     |

Forrás: Moldáv Labdarúgó-szövetség (románul) 
1A hazai csapatok a bal oldali oszlopban szerepelnek.
Színek: Zöld = hazai győzelem; Sárga = döntetlen; Piros = vendéggyőzelem.
 

### 19-27. forduló eredményei
| Hazai \ Vendég1         | ACA | PET | DAC | DAT | MIL | BAL | SAX | SHE | SPE | ZIM |
| Academia Chișinău       |     |     |     |     |     |     |     |     |     |     |
| Petrocub Sărata-Galbenă |     |     |     |     |     |     |     |     |     |     |
| FC Dacia Chișinău       |     |     |     |     |     |     |     |     |     |     |
| Dinamo-Auto Tiraspol    |     |     |     |     |     |     |     |     |     |     |
| FC Milsami Orhei        |     |     |     |     |     |     |     |     |     |     |
| FC Zaria Bălți          |     |     |     |     |     |     |     |     |     |     |
| Saxan Gagauz Yeri       |     |     |     |     |     |     |     |     |     |     |
| FC Sheriff Tiraspol     |     |     |     |     |     |     |     |     |     |     |
| Speranța Nisporeni      |     |     |     |     |     |     |     |     |     |     |
| FC Zimbru Chișinău      |     |     |     |     |     |     |     |     |     |     |

Forrás: Moldáv Labdarúgó-szövetség (románul) 
1A hazai csapatok a bal oldali oszlopban szerepelnek.
Színek: Zöld = hazai győzelem; Sárga = döntetlen; Piros = vendéggyőzelem.
 

## A góllövőlista élmezőnye
| #  | Játékos              | Klub                 | Gólok |
| -- | -------------------- | -------------------- | ----- |
| 1. | Danijel Subotić      | Sheriff Tiraspol     | 8     |
| 2. | Rui Miguel Rodrigues | Zimbru Chișinău      | 6     |
| 2. | Ricardinho           | Sheriff Tiraspol     | 6     |
| 4. | Gheorghe Boghiu      | Zaria Bălți          | 5     |
| 4. | Andrei Bugneac       | Dinamo-Auto Tiraspol | 5     |
| 4. | Sergiu Istrati       | Saxan Gagauz Yeri    | 5     |

Frissítve: 2015. december 5.

Forrás: MLSZ

## Nemzetközikupa-szereplés

### Eredmények
| Csapat             | Kupa            | Forduló         | Ellenfél         | 1. mérk. | 2. mérk. | Össz. |
| ------------------ | --------------- | --------------- | ---------------- | -------- | -------- | ----- |
| Sheriff Tiraspol   | Bajnokok Ligája | 2. selejtezőkör | Dinamo Tirana    | 3–1      | 0–1      | 3–2   |
| Sheriff Tiraspol   | Bajnokok Ligája | 3. selejtezőkör | Dinamo Zagreb    | 1–1      | 1–1      | 2–2   |
| Sheriff Tiraspol   | Bajnokok Ligája | Rájátszás       | FC Basel         | 0–1      | 0–3      | 0–4   |
| Sheriff Tiraspol   | Európa-liga     | Csoportkör      | AZ               | 1–2      | 1–2      | 1–2   |
| Sheriff Tiraspol   | Európa-liga     | Csoportkör      | Dinamo Kijiv     | 2–0      | 2–0      | 2–0   |
| Sheriff Tiraspol   | Európa-liga     | Csoportkör      | BATE Bariszav    | 0–1      | 0–1      | 0–1   |
| Sheriff Tiraspol   | Európa-liga     | Csoportkör      | BATE Bariszav    | 1–3      | 1–3      | 1–3   |
| Sheriff Tiraspol   | Európa-liga     | Csoportkör      | AZ               | 1–1      | 1–1      | 1–1   |
| Sheriff Tiraspol   | Európa-liga     | Csoportkör      | Dinamo Kijiv     | 0–0      | 0–0      | 0–0   |
| Iskra-Stal Rîbnița | Európa-liga     | 2. selejtezőkör | Elfsborg         | 1–2      | 0–1      | 1–3   |
| Dacia Chișinău     | Európa-liga     | 1. selejtezőkör | Zeta             | 1–1      | 0–0      | 1–1   |
| Dacia Chișinău     | Európa-liga     | 2. selejtezőkör | Kalmar FF        | 0–0      | 0–2      | 0–2   |
| Olimpia Bălți      | Európa-liga     | 1. selejtezőkör | Xəzər Lənkəran   | 0–0      | 1–1      | 1–1   |
| Olimpia Bălți      | Európa-liga     | 2. selejtezőkör | Steaua București | 0–2      | 1–5      | 1–7   |

Megjegyzés: Az eredmények minden esetben a moldáv labdarúgócsapatok szemszögéből értendőek, a dőlttel írt mérkőzéseket pályaválasztóként játszották.

### UEFA-együttható
A nemzeti labdarúgó-bajnokságok UEFA-együtthatóját a moldáv csapatok Bajnokok Ligája-, és Európa-liga-eredményeiből számítják ki. Moldova a 2010–11-es bajnoki évben 2,125 pontot szerzett, ezzel a 30. helyen zárt.
| Csapat             | SGY | SD | SV | GY | D | V | Bónusz | Pont  | Átlag |
| ------------------ | --- | -- | -- | -- | - | - | ------ | ----- | ----- |
| Sheriff Tiraspol   | 1   | 2  | 3  | 1  | 2 | 3 | 0,000  | 6,000 |       |
| Iskra-Stal Rîbnița | 0   | 0  | 2  | 0  | 0 | 0 | 0,000  | 0,000 |       |
| Dacia Chișinău     | 0   | 3  | 1  | 0  | 0 | 0 | 0,000  | 1,500 |       |
| Olimpia Bălți      | 0   | 2  | 2  | 0  | 0 | 0 | 0,000  | 1,000 |       |
| Összesen           | 1   | 7  | 8  | 1  | 2 | 3 | 0,000  | 8,500 | 2,125 |

## Külső hivatkozások
- Hivatalos oldal (románul)
- Divizia Națională (románul)
- Eredmények és tabella az rsssf.com-on (angolul)
- Eredmények és tabella a Soccerwayen (angolul)